# Human (The Killers)
Human is de eerste single van het in 2008 uitgebrachte album Day & Age van de Amerikaanse band The Killers. Het is ook meteen het oudste nummer van dat album. Het nummer ontstond in 2007 toen de band met Stuart Price werkte aan hun 'B-sides album' getiteld Sawdust. Het belandde uiteindelijk niet op dit album, omdat hij het als 'te goed' hiervoor zag. 

## Achtergrond
De single werd wereldwijd een hit en behaalde in Israël, Spanje en Noorwegen zelfs de nummer 1-positie. In thuisland de VS werd de 32e positie behaald in de Billboard Hot 100. In Canada werd de 9e positie behaald, Australië de 28e, Nieuw-Zeeland de 17e, Zweden de 4e, Duitsland de 4e, Oostenrijk de 6e, Zwitserland de 7e, de Eurochart Hot 100 de 5e, Ierland de 4e en in het Verenigd Koninkrijk de 3e positie in de UK Singles Chart.
In Nederland was de single in week 46 van 2008 de 794e Megahit op NPO 3FM en werd een hit. Het was de eerste single van The Killers die in Nederland de top 10 in de hitlijsten wist te bereiken. De single bereikte uiteindelijk de 2e positie in de Nederlandse Top 40 op destijds Radio 538, de 4e positie in de publieke hitlijst; de Mega Top 50 op 3FM en de 6e positie in de Single Top 100.
In België bereikte de single de 15e positie in de Vlaamse Ultratop 50 en de 6e positie in de "Ultratip" van de Waalse Ultratop 50. In de Vlaamse Radio 2 Top 30 werd géén notering behaald.
In de sinds december 1999 jaarlijks uitgezonden NPO Radio 2 Top 2000 van de Nederlandse publieke radiozender NPO Radio 2, staat de single sinds 2009 genoteerd, met als hoogste notering een 340e positie in 2013.

## Videoclip
De videoclip toont de band die het nummer speelt in de woestijn. De clip is opgenomen in het Goblin Valley State Park in Utah en geregisseerd door Danny Drysdale, die later ook de clip van het nummer The World We Live In voor de band regisseerde. Opvallend is Brandon Flowers' geveerde jas, ontworpen door Free Doran. Deze werd later nog erg typerend voor de zanger, doordat hij ook door hem gedragen werd tijdens de wereldtour van het album Day & Age. De videoclip bevat een aantal bijzondere dieren, waaronder een witte tijger, een adelaar en een panter. De bandleden tonen ook portretten van henzelf die gemaakt zijn door Paul Normansell. De videoclip eindigt met een scene waarin de leden kijken naar de zonsondergang. Deze scene verandert uiteindelijk in de albumhoes, die ook ontworpen is door Paul Normansell. 
In Nederland werd de videclip destijds op televisie uitgezonden door Radio 538 in de tv-versie van de Nederlandse Top 40 op hun digitale themakanaal "538 TV" en door NPO 3FM en NTR tijdens de uitzending van het populaire vrijdagavond radioprogramma Ekstra Weekend op het digitale themakanaal van de NPO "Cultura 24".

## Liedtekst
Al sinds het nummer net uitkwam, bestaat er discussie over de tekst ervan. Met name het refrein, waarin Flowers de vraag "Are we human or are we dancer?" stelt, zorgde voor veel onduidelijkheid. Flowers zou de tekst hebben gebaseerd op een citaat van Hunter S. Thompson die geschreven zou hebben over 'a generation of dancers' (hiermee worden mensen bedoeld die niet voor zichzelf denken, maar achter de rest aanlopen). De verwarring en het geklaag over de grammaticale incorrectheid (sommige mensen zeiden dat het 'denser' moest zijn in plaats van 'dancer') leidde tot irritatie bij Flowers. Hij reageerde in een interview met de muziek televisiezender MTV: 'Ik verneem dat het mensen dwarszit dat het niet helemaal grammaticaal correct is, maar ik denk dat ik mag doen wat ik wil. Van 'denser' heb ik nog nooit gehoord en dat staat me ook niet aan.'
In 2014 organiseerde de online streamingdienst Blinkbox een ludieke internetpeiling waarin op zoek werd gegaan naar de verwarrendste liedteksten uit de popmuziek. Human kwam op de eerste plaats te staan. The Killers lieten daarmee I Am the Walrus van The Beatles en Earth Song van Michael Jackson achter zich.

## Liveoptredens

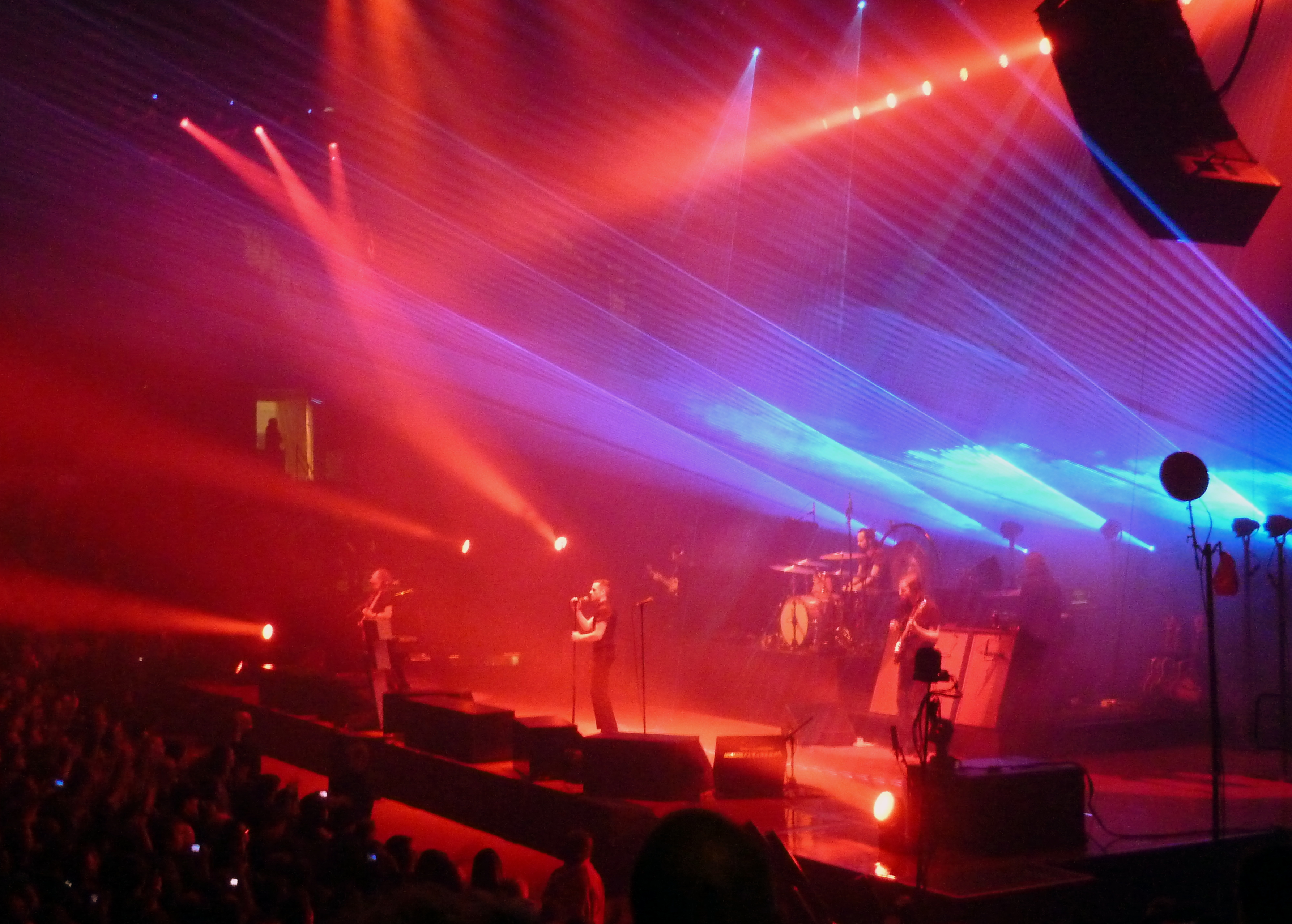
'Human' tijdens de Battle Born World Tour in 2012

De band trad op met het nummer tijdens de MTV EMA’s in 2008 in Liverpool, maar liet het nummer voor het eerst horen tijdens het programma Saturday Night Live op 4 oktober van datzelfde jaar. Later brachten zij het nummer ook ten gehore tijdens andere televisieprogramma’s, waaronder Friday Night with Jonathan Ross en Later with Jools Holland.
Human fungeerde tijdens de Day & Age World Tour (2008-2010) meestal als openingsnummer, vaak gevolgd door This Is Your Life. Zo ook tijdens het op dvd uitgebrachte concert in de Royal Albert Hall in Londen. Kenmerkend voor de liveoptredens is dat Flowers het derde refrein (na de zin ‘Let me know, is your heart still beating?’) door het publiek laat zingen. De frontman droeg ook vrijwel altijd zijn bekende jas uit de videoclip tijdens deze optredens.
Tijdens de Battle Born World Tour (2012-2013) werd het nummer verplaatst naar halverwege het concert, vaak tussen de nummers Miss Atomic Bomb en Somebody Told Me in. Een nieuw element was dat het nummer tijdens vele optredens van deze tour gespeeld werd met blauwe en roze lasers op de achtergrond.

## Hitnoteringen

### Nederlandse Top 40
| "Human" in de Nederlandse Top 40 - binnen: 22 november 2008 | "Human" in de Nederlandse Top 40 - binnen: 22 november 2008 | "Human" in de Nederlandse Top 40 - binnen: 22 november 2008 | "Human" in de Nederlandse Top 40 - binnen: 22 november 2008 | "Human" in de Nederlandse Top 40 - binnen: 22 november 2008 | "Human" in de Nederlandse Top 40 - binnen: 22 november 2008 | "Human" in de Nederlandse Top 40 - binnen: 22 november 2008 | "Human" in de Nederlandse Top 40 - binnen: 22 november 2008 | "Human" in de Nederlandse Top 40 - binnen: 22 november 2008 | "Human" in de Nederlandse Top 40 - binnen: 22 november 2008 | "Human" in de Nederlandse Top 40 - binnen: 22 november 2008 | "Human" in de Nederlandse Top 40 - binnen: 22 november 2008 | "Human" in de Nederlandse Top 40 - binnen: 22 november 2008 | "Human" in de Nederlandse Top 40 - binnen: 22 november 2008 | "Human" in de Nederlandse Top 40 - binnen: 22 november 2008 | "Human" in de Nederlandse Top 40 - binnen: 22 november 2008 | "Human" in de Nederlandse Top 40 - binnen: 22 november 2008 | "Human" in de Nederlandse Top 40 - binnen: 22 november 2008 | "Human" in de Nederlandse Top 40 - binnen: 22 november 2008 | "Human" in de Nederlandse Top 40 - binnen: 22 november 2008 | "Human" in de Nederlandse Top 40 - binnen: 22 november 2008 |
| Week                                                        | 1                                                           | 2                                                           | 3                                                           | 4                                                           | 5                                                           | 6                                                           | 7                                                           | 8                                                           | 9                                                           | 10                                                          | 11                                                          | 12                                                          | 13                                                          | 14                                                          | 15                                                          | 16                                                          | 17                                                          | 18                                                          | 19                                                          |                                                             |
| ----------------------------------------------------------- | ----------------------------------------------------------- | ----------------------------------------------------------- | ----------------------------------------------------------- | ----------------------------------------------------------- | ----------------------------------------------------------- | ----------------------------------------------------------- | ----------------------------------------------------------- | ----------------------------------------------------------- | ----------------------------------------------------------- | ----------------------------------------------------------- | ----------------------------------------------------------- | ----------------------------------------------------------- | ----------------------------------------------------------- | ----------------------------------------------------------- | ----------------------------------------------------------- | ----------------------------------------------------------- | ----------------------------------------------------------- | ----------------------------------------------------------- | ----------------------------------------------------------- | ----------------------------------------------------------- |
| Nummer                                                      | 22                                                          | 13                                                          | 5                                                           | 4                                                           | 3                                                           | 4                                                           | 4                                                           | 4                                                           | 4                                                           | 2                                                           | 2                                                           | 4                                                           | 5                                                           | 5                                                           | 9                                                           | 10                                                          | 15                                                          | 29                                                          | 37                                                          | uit                                                         |

### Mega Top 50
| Nummer | 40 | 16 | 6 | 5 | 4 | 6 | 6 | 9 | 9 | 10 | 11 | 12 | 15 | 15 | 18 | 21 | 24 | 27 | 33 | 34 | 37 | 44 | 50 | uit |

### Single Top 100
| Human in de Single Top 100 - binnen: 15 november 2008 | Human in de Single Top 100 - binnen: 15 november 2008 | Human in de Single Top 100 - binnen: 15 november 2008 | Human in de Single Top 100 - binnen: 15 november 2008 | Human in de Single Top 100 - binnen: 15 november 2008 | Human in de Single Top 100 - binnen: 15 november 2008 | Human in de Single Top 100 - binnen: 15 november 2008 | Human in de Single Top 100 - binnen: 15 november 2008 | Human in de Single Top 100 - binnen: 15 november 2008 | Human in de Single Top 100 - binnen: 15 november 2008 | Human in de Single Top 100 - binnen: 15 november 2008 | Human in de Single Top 100 - binnen: 15 november 2008 | Human in de Single Top 100 - binnen: 15 november 2008 | Human in de Single Top 100 - binnen: 15 november 2008 | Human in de Single Top 100 - binnen: 15 november 2008 | Human in de Single Top 100 - binnen: 15 november 2008 | Human in de Single Top 100 - binnen: 15 november 2008 | Human in de Single Top 100 - binnen: 15 november 2008 | Human in de Single Top 100 - binnen: 15 november 2008 | Human in de Single Top 100 - binnen: 15 november 2008 | Human in de Single Top 100 - binnen: 15 november 2008 | Human in de Single Top 100 - binnen: 15 november 2008 | Human in de Single Top 100 - binnen: 15 november 2008 | Human in de Single Top 100 - binnen: 15 november 2008 | Human in de Single Top 100 - binnen: 15 november 2008 | Human in de Single Top 100 - binnen: 15 november 2008 | Human in de Single Top 100 - binnen: 15 november 2008 |
| Week                                                  | 1                                                     | 2                                                     | 3                                                     | 4                                                     | 5                                                     | 6                                                     | 7                                                     | 8                                                     | 9                                                     | 10                                                    | 11                                                    | 12                                                    | 13                                                    | 14                                                    | 15                                                    | 16                                                    | 17                                                    | 18                                                    | 19                                                    | 20                                                    | 21                                                    | 22                                                    | 23                                                    | 24                                                    | 25                                                    |                                                       |
| ----------------------------------------------------- | ----------------------------------------------------- | ----------------------------------------------------- | ----------------------------------------------------- | ----------------------------------------------------- | ----------------------------------------------------- | ----------------------------------------------------- | ----------------------------------------------------- | ----------------------------------------------------- | ----------------------------------------------------- | ----------------------------------------------------- | ----------------------------------------------------- | ----------------------------------------------------- | ----------------------------------------------------- | ----------------------------------------------------- | ----------------------------------------------------- | ----------------------------------------------------- | ----------------------------------------------------- | ----------------------------------------------------- | ----------------------------------------------------- | ----------------------------------------------------- | ----------------------------------------------------- | ----------------------------------------------------- | ----------------------------------------------------- | ----------------------------------------------------- | ----------------------------------------------------- | ----------------------------------------------------- |
| Nummer                                                | 28                                                    | 9                                                     | 6                                                     | 7                                                     | 10                                                    | 9                                                     | 10                                                    | 9                                                     | 6                                                     | 9                                                     | 12                                                    | 13                                                    | 15                                                    | 14                                                    | 14                                                    | 24                                                    | 29                                                    | 20                                                    | 28                                                    | 53                                                    | 63                                                    | 47                                                    | 85                                                    | 61                                                    | 86                                                    | uit                                                   |

### Vlaamse Ultratop 50
| "Human" in de Vlaamse Ultratop 50 - binnen: 25 november 2008 | "Human" in de Vlaamse Ultratop 50 - binnen: 25 november 2008 | "Human" in de Vlaamse Ultratop 50 - binnen: 25 november 2008 | "Human" in de Vlaamse Ultratop 50 - binnen: 25 november 2008 | "Human" in de Vlaamse Ultratop 50 - binnen: 25 november 2008 | "Human" in de Vlaamse Ultratop 50 - binnen: 25 november 2008 | "Human" in de Vlaamse Ultratop 50 - binnen: 25 november 2008 | "Human" in de Vlaamse Ultratop 50 - binnen: 25 november 2008 | "Human" in de Vlaamse Ultratop 50 - binnen: 25 november 2008 | "Human" in de Vlaamse Ultratop 50 - binnen: 25 november 2008 | "Human" in de Vlaamse Ultratop 50 - binnen: 25 november 2008 | "Human" in de Vlaamse Ultratop 50 - binnen: 25 november 2008 | "Human" in de Vlaamse Ultratop 50 - binnen: 25 november 2008 | "Human" in de Vlaamse Ultratop 50 - binnen: 25 november 2008 | "Human" in de Vlaamse Ultratop 50 - binnen: 25 november 2008 | "Human" in de Vlaamse Ultratop 50 - binnen: 25 november 2008 | "Human" in de Vlaamse Ultratop 50 - binnen: 25 november 2008 | "Human" in de Vlaamse Ultratop 50 - binnen: 25 november 2008 | "Human" in de Vlaamse Ultratop 50 - binnen: 25 november 2008 | "Human" in de Vlaamse Ultratop 50 - binnen: 25 november 2008 | "Human" in de Vlaamse Ultratop 50 - binnen: 25 november 2008 |
| Week                                                         | 1                                                            | 2                                                            | 3                                                            | 4                                                            | 5                                                            | 6                                                            | 7                                                            | 8                                                            | 9                                                            | 10                                                           | 11                                                           | 12                                                           | 13                                                           | 14                                                           | 15                                                           | 16                                                           | 17                                                           | 18                                                           |                                                              |                                                              |
| ------------------------------------------------------------ | ------------------------------------------------------------ | ------------------------------------------------------------ | ------------------------------------------------------------ | ------------------------------------------------------------ | ------------------------------------------------------------ | ------------------------------------------------------------ | ------------------------------------------------------------ | ------------------------------------------------------------ | ------------------------------------------------------------ | ------------------------------------------------------------ | ------------------------------------------------------------ | ------------------------------------------------------------ | ------------------------------------------------------------ | ------------------------------------------------------------ | ------------------------------------------------------------ | ------------------------------------------------------------ | ------------------------------------------------------------ | ------------------------------------------------------------ | ------------------------------------------------------------ | ------------------------------------------------------------ |
| Nummer                                                       | 40                                                           | 45                                                           | 49                                                           | 38                                                           | 33                                                           | 29                                                           | 24                                                           | 23                                                           | 20                                                           | 15                                                           | 17                                                           | 18                                                           | 21                                                           | 18                                                           | 21                                                           | 28                                                           | 32                                                           | 42                                                           | uit                                                          |                                                              |

### NPO Radio 2 Top 2000
| Nummer met noteringen in de NPO Radio 2 Top 2000 | '09 | '10 | '11 | '12 | '13 | '14 | '15 | '16 | '17 | '18 | '19 | '20 | '21 | '22 | '23 | '24 |
| ------------------------------------------------ | --- | --- | --- | --- | --- | --- | --- | --- | --- | --- | --- | --- | --- | --- | --- | --- |
| Human                                            | 754 | 502 | 664 | 400 | 340 | 527 | 623 | 699 | 716 | 829 | 851 | 908 | 814 | 885 | 908 | 973 |

1. ↑  Een vetgedrukt getal geeft de hoogste notering aan.
2. ↑  2009 was het eerste jaar met een notering voor dit nummer.

## Tracklijst
7" vinyl single
1. "Human" – 4:09
2. "A Crippling Blow" – 3:37

Limited edition 12" vinylsingle
1. "Human" – 4:09
2. "A Crippling Blow" – 3:37

European cardsleeve single
1. "Human" – 4:09
2. "A Crippling Blow" – 3:37

DE cd-single
1. "Human" - 4:09
2. "A Crippling Blow" – 3:37
3. "Human" (Armin van Buuren Club Remix) - 8:11
4. "Human" (Video Clip) - Enhanced CD

Digital remixes ep
1. "Human" (Armin van Buuren Radio Remix) - 3:47
2. "Human" (Ferry Corsten Radio Remix) - 4:26
3. "Human" (Pink Noise Radio Edit) - 4:06
4. "Human" (Armin van Buuren Club Remix) - 8:11
5. "Human" (Ferry Corsten Club Remix) - 6:53

Remixes promo-cd
1. "Human" (Armin van Buuren Radio Remix) - 3:47
2. "Human" (Ferry Corsten Radio Remix) - 4:26
3. "Human" (Thin White Duke Edit) - 5:27
4. "Human" (Pink Noise Radio Edit) - 4:06
5. "Human" (Armin van Buuren Club Remix) - 8:11
6. "Human" (Ferry Corsten Club Remix) - 6:53
7. "Human" (Thin White Duke Club Mix) - 8:03
8. "Human" (Ocelot Remix) - 4:30
9. "Human" (Armin van Buuren Dub Remix) - 7:25
10. "Human" (Ferry Corsten Dub Remix) - 6:26
11. "Human" (Thin White Duke Dub) - 7:45
12. "Human" (Pink Noise Dub) - 7:08

## Trivia
- Het nummer kwam uit de bus als beste Alternative/Rock Dance Track tijdens de International Dance Music Awards in 2009. Ook werd de videoclip als beste in de categorie genomineerd door de MTV Australia Awards en de MuchMusic Video Awards in datzelfde jaar.
- Het nummer is gecoverd door onder meer Robbie Williams, Minnie Driver, Silje Nergaard en Tom Morello. Chris Martin van Coldplay zong het refrein van het nummer tijdens de presentatie van Viva La Vida voor 4Music.
- ‘’Human’’ staat op nummer 13 als meest gedownload Rock nummer in het Verenigd Koninkrijk.
- Het nummer verscheen ook op het in 2013 uitgebrachte verzamelalbum Direct Hits.